# Enzo Roco
Enzo Pablo Roco Roco, geboren als Enzo Pablo Andía Roco, (* 16. August 1992 in Ovalle) ist ein chilenischer Fußballspieler, der seit 2024 bei al-Riyadh SC unter Vertrag steht.

## Karriere

### Verein
Roco begann seine Karriere beim CD Universidad Católica. Sein Debüt gab er am 15. Spieltag 2011 gegen die Unión Española. 2014 wurde er nach Spanien an den FC Elche ausgeliehen. Im Juli 2015 wechselte er zum CD O’Higgins. Im August 2015 wurde er wieder nach Spanien an Espanyol Barcelona ausgeliehen. Nach Ablauf der Leihe wechselte der Chilene nach Mexiko zum CD Cruz Azul. Dort blieb er zwei Jahre, bevor er erneut auf den europäischen Kontinent zu Beşiktaş Istanbul wechselte. Dort kam er selten zum Einsatz, weshalb er sich im September 2020 dem türkischen Ligakonkurrenten Fatih Karagümrük SK anschloss. Im Sommer 2021 verließ er die Türkei und wechselte zu seinem ehemaligen Leihverein FC Elche. Im Juli 2023 ging der Chilene zum Al-Tai FC aus der Saudi Professional League.

### Nationalmannschaft
Roco ist seit 2012 chilenischer Nationalspieler. Sein Debüt gab er im Februar 2012 gegen Paraguay. Größter Erfolg Rocos mit der La Roja war der Gewinn der Copa América Centenario 2016, bei der der Abwehrspieler beim 4:2-Erfolg in der Gruppenphase über Panama und beim 7:0-Erfolg im Viertelfinale über Mexiko jeweils eingewechselt wurde.

## Erfolge
- Copa América: 2016